# 錫爾弗奈爾斯 (紐約州)
錫爾弗奈爾斯（英語：Silvernails）是位於美國紐約州達奇斯縣的非建制地區。

## 地理
錫爾弗奈爾斯所處的海拔為高於海平面149米（即489英呎），而該地所採用的時區為UTC-5，即北美东部时区（EST）。同時該地設有夏令時間，為UTC-5調快一小時，即UTC-4（EDT）。